# 栗子坪彝族乡
栗子坪彝族乡，是中华人民共和国四川省雅安市石棉县下辖的一个乡镇级行政单位。

## 行政区划
栗子坪彝族乡下辖以下地区：
李子村、西冲村、元根村、公益村、大兴村、紫马村和孟合村。